# Arthroleptis anotis
Arthroleptis anotis es una especie de anfibio anuro de la familia Arthroleptidae.

## Distribución geográfica
Esta especie es endémica de las montañas del sur de Pare en Tanzania. Habita alrededor de 1900 m de altitud.

## Publicación original
- Loader, Poynton, Lawson, Blackburn & Menegon, 2011 : Herpetofauna of Montane Areas of Tanzania. 3. Amphibian Diversity in the Northwestern Eastern Arc Mountains, with the Description of a New Species of Arthroleptis (Anura: Arthroleptidae). Fieldiana: Life and Earth Sciences, n.º 4, p. 90-102[3]